# Janusz Pawłowski
Pour les articles homonymes, voir Pawłowski.
Janusz Pawłowski, né le 20 juillet 1959 à Sopot, est un judoka polonais. 
Il est à deux reprises médaillé olympique en catégorie des moins de 65 kg, avec l'argent en 1988 et le bronze en 1980.
Maintenant coach dans l’équipe nationale canadienne de judo

## Palmarès international
| Année | Compétition           | Lieu     | Résultat | Catégorie      |
| ----- | --------------------- | -------- | -------- | -------------- |
| 1979  | Championnats du monde | Paris    | 3e       | Moins de 65 kg |
| 1980  | Jeux olympiques       | Moscou   | 3e       | Moins de 65 kg |
| 1982  | Championnats du monde | Rostock  | 3e       | Moins de 65 kg |
| 1983  | Championnats d'Europe | Paris    | 3e       | Moins de 65 kg |
| 1983  | Championnats du monde | Moscou   | 3e       | Moins de 65 kg |
| 1986  | Championnats d'Europe | Belgrade | 3e       | Moins de 65 kg |
| 1987  | Championnats du monde | Essen    | 3e       | Moins de 65 kg |
| 1986  | Championnats d'Europe | Londres  | 1er      | Moins de 65 kg |
| 1988  | Jeux olympiques       | Séoul    | 2e       | Moins de 65 kg |